# Rosa persetosa
Espèce
Rosa persetosa est une espèce de plantes à fleurs de la famille des Rosaceae. C'est un rosiers, classé dans la section des Cinnamomeae, originaire de Chine (Sichuan), où on le rencontre à des altitudes comprises entre 1300 et 2800 mètres d'altitude.
Synonyme : Rosa elegantula Rolfe.

## Description
C'est un arbuste de 1,5 mètre de haut environ, aux tiges dressées ou arquées peu épineuses, aux rameaux cireux.
Les feuilles ont de 7 à 9 folioles ovales-elliptiques, glabres.
Les fleurs simples, rouges, d'un diamètre de 2,5 à 3 cm de diamètre, sont groupées en corymbes fournis et donnent des fruits ovoïdes de 1,5 cm de long, de couleur rouge brillant.